# 額安寺
額安寺（かくあんじ）は、奈良県大和郡山市額田部寺町（ぬかたべてらまち）にある真言律宗の寺院。山号は熊凝山（くまごりさん）。本尊は十一面観音。寺名は「がくあんじ」ではなく「かくあんじ」と呼ばれている。

## 歴史
大和郡山市の南端近く、大和川と佐保川の合流地点付近に位置する。当寺は額田寺（ぬかだでら）とも呼ばれ、大和国平群郡額田郷を本拠としていた豪族・額田部氏（額田氏）の氏寺であった。
天平19年（747年）の『大安寺伽藍縁起並流記資財帳』（だいあんじがらんえんぎならびにるきしざいちょう、国立歴史民俗博物館蔵）によれば、南都七大寺の1つである大安寺の前身は、推古天皇29年（621年）に聖徳太子が額田部の地に建立した熊凝精舎（くまごりしょうじゃ）であって、これが移転と改称を繰り返した後、平城京の大安寺となったという。この熊凝精舎（熊凝道場とも）を額安寺（額田寺）に比定する説もあったが、今日では史実とは認められていない。福山敏男は、熊凝精舎を額田寺とする説は鎌倉時代中期の『聖徳太子伝私記』に初めてみえることから、熊凝精舎自体の存在を疑問視し、大安寺の創建を聖徳太子に結び付けるための仮構だとした。そのうえで、大安寺の平城京移建に貢献した僧・道慈が額田部氏出身であることから、このような説が生じたのではないかとする。
かつて額安寺に伝来し、現在では国立歴史民俗博物館に所蔵される「額田寺伽藍並条里図（ぬかたでらがらんならびにじょうりず、国宝）」は、奈良時代の額田寺の伽藍と周辺の寺領の様子を描き表した史料である。同図によれば、奈良時代の額田寺には南大門、中門、金堂、三重塔、講堂、僧坊などの伽藍が建ち並んでいたことがわかる。この伽藍並条里図は、画面に記入されている人名等から天平宝字年間（757年 - 765年）頃の作成と推定され、額田寺（額安寺）の創建がこれ以前であることを裏付けている。
当寺出土の古瓦のうち、創建瓦とみられるものは単弁六弁蓮華文軒丸瓦で、7世紀第II四半期に位置付けられる。境内西側からは法隆寺の創建伽藍（若草伽藍）出土瓦と同型の手彫り忍冬唐草文の軒平瓦が出土している。ただし、この軒平瓦は1点のみの出土であり、これをもって額田寺と法隆寺の関連を説くことに対しては慎重な意見もある。
平安時代には寺勢が衰えたが、鎌倉時代後期に西大寺の叡尊・忍性らにより再興された。戦国時代の明応8年（1499年）12月、大和国に攻め込んできた細川政元の家臣赤沢朝経によって焼き討ちされてしまい、再び荒廃した。天正8年（1580年）、織田信長による検地で寺領180石を没収される。後に豊臣秀吉により摂津国四天王寺へ五重塔を譲ることと引き換えに寺領一町歩が与えられて再興された。約束通り、慶長5年（1600年）には豊臣秀頼によって五重塔が四天王寺に移築された。
江戸時代には寺領12石を公認された。

## 境内
- 本堂（大和郡山市指定有形文化財） - 慶長11年（1606年）再建。
- 庫裏
- 納骨堂
- 宝篋印塔（奈良県指定有形文化財） - 慈真和尚が母の供養ために作ったもの。文応元年（1260年）の銘がある。銘のあるものとしては日本で3番目の古さである。
- 山門
- 忍性の墓（重要文化財）
- 善願上人（順忍）の墓（重要文化財）

## 文化財

### 重要文化財
- 五輪塔 8基 - 忍性の墓と善願の墓を含む。寺の北側の境外墓地に立つ。うち2基に永仁5年（1297年）銘がある。

### 奈良県指定有形文化財
- 宝篋印塔
- 黒漆六角厨子 1基

### 大和郡山市指定有形文化財
- 本堂

### 額安寺旧蔵の文化財
- （国宝）額田寺伽藍並条里図（国立歴史民俗博物館蔵）
- （重要文化財）黒漆小龕（首懸駄都種子曼荼羅厨子）（奈良国立博物館蔵）[7]
- （重要文化財）木造文殊菩薩騎獅像（文化庁保管）[8]
- （重要文化財）木心乾漆虚空蔵菩薩半跏像（文化庁保管）[9] - 奈良時代から平安時代初期の作
- （重要文化財）五輪塔納置品（文化庁保管）[10]

昭和57年（1982年）の五輪塔修理の際に見出されたもの。鎌倉極楽寺開山の良観上人忍性（嘉元元年/1303年没）ならびに忍性の弟子で極楽寺3世の善願上人順忍（嘉暦元年/1326年）の骨蔵器などの一括遺品である。忍性は鎌倉時代に戒律復興と社会事業に努めた僧で、その遺骨は極楽寺、額安寺、生駒の竹林寺の3か所に分骨された。忍性の骨蔵器は瓶子のような独特の形のもので、竹林寺の忍性墓からも、額安寺のものと同形式の銅骨蔵器が出土している。
国宝・重要文化財以外に下記6件の額安寺旧蔵の文化財が奈良国立博物館の所蔵となっている（2008年度購入）
。
- 絹本著色聖徳太子及び道慈律師像 2 幅 室町時代
- 額安寺大塔供養願文 鎌倉時代
- 大方広如来不思議境界経 平安時代
- 蘇磨呼童子請問経 巻下 平安時代
- 額安寺文書 5 巻 鎌倉 - 南北朝時代
- 金銅独鈷杵 鎌倉時代

2019年（令和元年）1月28日、奈良大学（奈良市）は、額安寺伝来の木造四天王像のうち２体から「行基大菩薩御作菅原寺」などと記された墨書銘文が見つかったと発表した。四天王像は奈良時代の僧、行基が最期を迎えた菅原寺（喜光寺、奈良市）から移されたとする伝承があり、同大は「説が裏付けられた」としている。同仏像は2005年（平成17年）に奈良大学が額安寺から譲り受け、2014年（平成26年）からの解体修理の過程で、広目天像と多聞天像の計7カ所から墨書銘文が見つかった。

## 前後の札所
聖徳太子霊跡
21 平隆寺　-　22 額安寺　-　23 大安寺
大和北部八十八ヶ所霊場
86 与楽寺　-　87 額安寺　-　88 久米寺

## アクセス
- 近鉄橿原線平端駅より徒歩約20分
- 西名阪自動車道大和まほろばスマートインターチェンジより車で約3分
- 平端駅発安堵町コミュニティバスにて「額安寺口」下車徒歩5分